# Edward Ferrars
Edward Ferrars è un personaggio immaginario, uno dei protagonisti maschili del romanzo Ragione e sentimento di Jane Austen.

## Caratteristiche
Nel capitolo terzo del romanzo, Edward Ferrars viene introdotto così:
(Jane Austen, Ragione e sentimento)
Dei fratelli Ferrars (Edward, Robert e Fanny, quest'ultima cognata delle Dashwood), Edward è il più grande, e quello destinato ad ereditare la fortuna di famiglia. Fratello della cognata di Elinor, è destinato ad ereditare la fortuna di famiglia, per questo fatto, Edward è sempre stato legato alle ingerenze della madre e della sorella, che vorrebbero vederlo distinguersi in qualche nobile professione e compiere un matrimonio con una ragazza ricca e altolocata; ma Edward non è ambizioso e il suo desiderio è di diventare curato in una parrocchia di campagna. Questa figura maschile apparentemente non ha le caratteristiche dell'eroe romantico, non è avvenente, è timido, poco ambizioso e oppresso da madre e sorella a cui non riesce a ribellarsi. Sembra un debole, ma in realtà si rivela un personaggio coerente che crede nei veri sentimenti e che rimane fedele alla parola data. Non illude Elinor con un fidanzamento finché non è libero da precedenti legami con Lucy Steele, con cui si è fidanzato in giovane età.
Il personaggio di Edward si oppone all'altro protagonista maschile, l'avvenente Willoughby, dal carattere aperto e simpatico che promette ciò che non può mantenere, non onora i precedenti legami affettivi e alla fine si sposerà per denaro deludendo l'innamorata Marianne e destinandosi ad una vita infelice.

## Storia personale
Si innamora contraccambiato di Elinor Dashwood, ma questo sentimento è contrastato dalla famiglia di lui (che lo vorrebbe sposato ad una donna d'alto rango) e da una fidanzata di gioventù, Lucy Steele, abile calcolatrice che ormai Edward non ama più ma che intende sposare per onorare l'impegno preso. 
Dopo molte vicende, la verità viene a galla: quando Edward confessa alla madre di essere segretamente fidanzato con Lucy e di volerla sposare, questa lo disereda in favore del fratello minore Robert. Dato che ora Edward non è più ricco, Lucy lo lascia per il nuovo erede della famiglia Ferrars, rompendo il fidanzamento che impedisce al giovane Ferrars e Elinor di sposarsi.